# Kasulu, Tanzania
Kasulu  este un oraș  în  partea de vest a Tanzaniei, în regiunea Kigoma.